# خط طول 167° غرب
خط طول 167° غرب هو أحد خطوط الطول الجغرافية، والتي تمتد من القطب الشمالي الجغرافي إلى القطب الجنوبي الجغرافي، وحسب التحويل الزمني يتأخر خط طول 167° غرب عن خط غرينتش بـ11 ساعة و8 دقائق.

## من القطب إلى القطب
ينطلق خط طول 167° غرب من القطب الشمالي نحو القطب الجنوبي مرورا بالمناطق التي ترد في الجدول التالي:
| الإحداثيات                           | البلد أو الإقليم أو البحر | ملاحظات |
| ------------------------------------ | ------------------------- | --- |
| 90°0′N 167°0′W / 90.000°N 167.000°W  | المحيط المتجمد الشمالي    | |
| 71°48′N 167°0′W / 71.800°N 167.000°W | بحر تشوكشي                | مرورا بغرب Point Hope، ألاسكا, الولايات المتحدة (في 68°21′N 166°50′W / 68.350°N 166.833°W)                                             |
| 66°33′N 167°0′W / 66.550°N 167.000°W | بحر بيرنغ                 | |
| 66°0′N 167°0′W / 66.000°N 167.000°W  | الولايات المتحدة          | ألاسكا — "شبه جزيرة سيوارد" |
| 65°22′N 167°0′W / 65.367°N 167.000°W | بحر بيرنغ                 | |
| 60°13′N 167°0′W / 60.217°N 167.000°W | الولايات المتحدة          | ألاسكا — جزيرة نونيفاك |
| 59°59′N 167°0′W / 59.983°N 167.000°W | بحر بيرنغ                 | |
| 53°57′N 167°0′W / 53.950°N 167.000°W | الولايات المتحدة          | ألاسكا — أونالاسكا (جزيرة) |
| 53°25′N 167°0′W / 53.417°N 167.000°W | المحيط الهادئ             | The meridian defines the eastern حدود بحرية of the جزر كوك من 8°0′S 167°0′W / 8.000°S 167.000°W to 23°0′S 167°0′W / 23.000°S 167.000°W |
| 60°0′S 167°0′W / 60.000°S 167.000°W  | المحيط الجنوبي            | |
| 78°28′S 167°0′W / 78.467°S 167.000°W | القارة القطبية الجنوبية   | منطقة روس، المطالب الإقليمية بالقارة القطبية الجنوبية by نيوزيلندا                                                                     |